# Susanna Agnelli
Susanna Agnelli (Torí, Itàlia, 24 d'abril de 1922-Roma, Itàlia, 15 de maig de 2009) va ser una empresària, política i escriptora italiana.

## Biografia
Susanna era filla d'Edoardo Agnelli i de Virginia Bourbon del Monte i germana de Gianni Agnelli. Va ser una de les principals exponents de la família Agnelli torinesa, propietària de la FIAT, la principal empresa automobilística italiana. Durant la Segona Guerra Mundial va ingressar a la Creu Roja per portar la seva ajuda a les naus que transportaven soldats ferits.
Al final de la guerra va contreure matrimoni amb el comte Urbano Rattazzi (1918-2012), amb el qual va tenir sis fills (Ilaria, Samaritana, Cristiano, Delfina, Lupo i Priscilla), i de qui es va divorciar el 1975.
Entre 1974 i 1984 va ser alcaldessa del municipi de Monte Argentario, Grosseto. El 1976 va ser elegida diputada, i el 1979, eurodiputada. El 1983 va ser elegida senadora per la llista del Partit Republicà Italià.
Designada sotssecretària en el Ministeri de Relacions Exteriors italià entre 1983 i 1991, va actuar sota diversos presidents del Consell de ministres. Entre 1995 i 1996 va cobrir el càrrec de ministra d'Exterior, la primera dona en la història italiana que va accedir al ministeri amb seu al palau de la Farnesina. Des d'aquest lloc va iniciar una batalla en les Nacions Unides contra la diplomàcia dels Estats Units per impedir la reforma del Consell de Seguretat, que hauria significat l'exclusió d'Itàlia del context dels grans del món. El seu successor, Lamberto Dini, portaria aquesta lluita a la victòria.
Electa en les eleccions europees de 1979 per la llista del PRI, va ser membre de la Comissió per a les relacions econòmiques exteriors. Va adherir-se al grup parlamentari liberal democràtic i va romandre en el càrrec fins a octubre de 1981.
En la dècada del 1980 va ser l'única membre italiana de la comissió mundial per a l'ambient i el desenvolupament, en el si de la qual es va redactar l'Informe Brundtland.

### Activitat com a escriptora
Escriptora i biògrafa, és recordada especialment per la seva autobiografia titulada Vestíem a la marinera, en què es troba la repetida frase de la governanta Miss Parker: «Don't forget you are an Agnelli» i que va ser un best-seller a Itàlia i en altres països; rebé el premi Bancarella el 1975. Entre altres títols de la seva autoria es troben: Questo lliuro è tuo (1993), Ricordati Gualeguaychu (1982) i Addio, addio mio ultimo amore (1985). Per molts anys va mantenir una columna de correu titulada Resposta privada en el setmanari Oggi.

### Presidència del Teletón
Susanna Agnelli va ser presidenta del comitè del Teletón des de 1990, any en el qual la marató benèfica va arribar a Itàlia, fins a la seva mort; fou succeïda per Lucca Cordero di Montezemolo.

### Fundació El Faro
Susanna Agnelli va donar vida a la fundació El Faro (1997), que va presidir fins a la seva mort amb l'objectiu d'acollir, educar i inserir al món laboral joves amb dificultats. La fundació té seu a Roma i realitza cada any cursos de formació professional per a uns 200 joves, especialment immigrants.

### Defunció
Va morir a Roma el 15 de maig de 2009 al Policlínic Agostino Gemelli on es recuperava per més d'un mes d'un greu trauma femoral a causa d'una caiguda accidental a la seva casa.
El ritual fúnebre es va efectuar de manera privada a l'església del Convent della Presentazione al Tempio de Monte Argentario. Per la seva voluntat expressa, les seves restes van ser cremades i les cendres escampades al mar en un dia de tempesta.